# Bencze Miklós (operaénekes)
Bencze Miklós (Budapest, 1911. június 19. – Dothan, Alabama, 1992. január 24.) operaénekes (basszus) volt.

## Élete
Lendvay Miklós tanítványa volt. A holokauszt éveiben a zsidó törvények míatt csak az OMIKE Művészakció keretében jelenhetett meg, csak zsidó közönség előtt. A második világháború után, 1947-ben ösztöndíjjal Olaszországban Manfredi Polverosinál képezte tovább magát.
1946-ban szerződtette az Operaház, ahol Ferrando (Verdi: A trubadúr) szerepében debütált. 1957-ig maradt a társulat tagja, akkor emigrált az USA-ba, ahol előbb a rövid életű Petőfi Színpadon játszott New Yorkban, majd különböző társulatoknál énekelt, később főként tanított.
Hamvai a Farkasréti temetőben nyugszanak.
Nagy tehetségű, igazi all-round basszista volt, buffóalakoktól basso cantante-szerepekig mindent énekelt.
Özvegye alapítványt hozott létre és Bencze Miklós-emlékplakett elnevezéssel fiatal magyar basszistáknak adományozható díjat alapított.

## Szerepei
- Csajkovszkij: Jevgenyij Anyegin – Gremin herceg
- Gounod: Faust – Mefisztó
- Mejtusz: Az Ifjú Gárda – Andrej Valko
- Mozart: Figaro házassága – Doktor Bartolo
- Mozart: Don Juan – Leporello
- Muszorgszkij: Borisz Godunov – A határőrség tisztje
- Polgár Tibor: A kérők – Baltafy
- Rossini: A sevillai borbély – Don Basilio
- Verdi: A trubadúr – Ferrando
- Verdi: Rigoletto – Sparafucile
- Verdi: Álarcosbál – Tom
- Verdi: Otello – Lodovico
- Verdi: Falstaff – Pistol